# Chilicola gutierrezi
Chilicola gutierrezi là một loài Hymenoptera trong họ Colletidae. Loài này được Moure mô tả khoa học năm 1947.